# Château de Bertangles
Le château de Bertangles, également connu sous le nom de château de Clermont-Tonnerre, est situé sur la commune de Bertangles, dans le département de la Somme, en région Hauts-de-France.

## Historique

### La seigneurie de Bertangles échoit à la famille de Clermont-Tonnerre
La seigneurie de Bertangles entra dans la famille de Clermont-Tonnerre par le mariage, en 1611, de Gabrielle de Glisy avec Jacques de Clermont-Tonnerre, comte de Thoury.
Une maison seigneuriale du Moyen Âge existait à Bertangles, reconstruite au début du XVIe siècle, puis restaurée après avoir été incendiée par les Espagnols en 1597. Il n'en reste aujourd'hui que le portail datant de 1625 et donnant accès à la ferme, à l'ouest.
Le château actuel est construit par Germain Boffrand pour le comte Louis-Joseph de Clermont-Tonnerre de 1730 à 1734.

### Les grilles de l'entrée d'honneur du château
De la route d'Amiens à Villers-Bocage, une allée d'arbres centenaires mène à la grille d'honneur du château, véritable chef-d'œuvre du maître ferronnier de Corbie Jean Veyren, surnommé « Vivarais » (par ailleurs créateur de la grande grille et des clôtures entourant le chœur de Notre-Dame d'Amiens). Ces grilles étaient, à l'origine, situées au château d'Heilly. Elles furent démontées et replacées à Bertangles dans le courant du XIXe siècle.

### Le quartier général de l'armée australienne en 1918
En 1918, le château a été le siège de l'État-major australien sous le commandement du général John Monash.
Ce dernier fut anobli par le roi George V le 12 août 1918 lors d'une cérémonie sur le perron du château.

### Château et parc victimes d'incendie et de tornade
En août 1930, un incendie en détruisit l'intérieur et en particulier les boiseries, qui furent refaites à l'identique dans les années qui suivirent. L'escalier et sa rampe en fer forgé avaient été préservés.
Une tornade très localisée, le 10 février 2020 a endommagé de nombreux hêtres et tilleuls de l'allée classée du parc. Les arbres trop abîmés, trop dangereux ou trop vieux pour se régénérer, ont dû être abattus. Cette avenue majestueuse a perdu quelque 200 arbres.

### Protections et commémoration
Le château fait l’objet de multiples protections au titre des monuments historiques : 
- classement par arrêté du 18 septembre 1970 pour les : façades, toitures et escalier intérieur avec sa rampe en fer forgé, la cour d'honneur avec son portail d'entrée y compris la grille, l'allée d'accès et l'allée des Lions avec les deux piliers surmontés de lions sculptés, le jardin, les deux portails situés à droite et à gauche du château, le portail d'entrée de la ferme (portail de l'ancien château) ;
- classement par arrêté du 12 juillet 1982 pour le pigeonnier et le puits, le manège, les huit portails secondaires avec leurs grilles ;
- inscription à l'Inventaire supplémentaire par arrêté du 12 juillet 1982 pour les façades et toitures de la ferme et les deux portails.
- une inscription le 11 juin 2001,
- un classement le 12 décembre 2006 et
- une inscription le 18 décembre 2009[5].

À la veille de l'ANZAC Day le 24 avril 2016, le gouverneur général d'Australie, sir Peter Cosgrove, vint rendre hommage à Bertangles au général Monash, et honorer sa mémoire par la plantation d'un arbre et l’apposition d'une plaque commémorative.

## Description
La façade est ornée de sculptures représentant Minerve (déesse de la sagesse, les lettres, les sciences et les arts). Bacchus décore le pavillon renfermant la cuisine et les caves. Un colombier de grande taille, une porte monumentale et un puits complété d'un tourniquet à eau peuvent être admirés lors d'une visite.

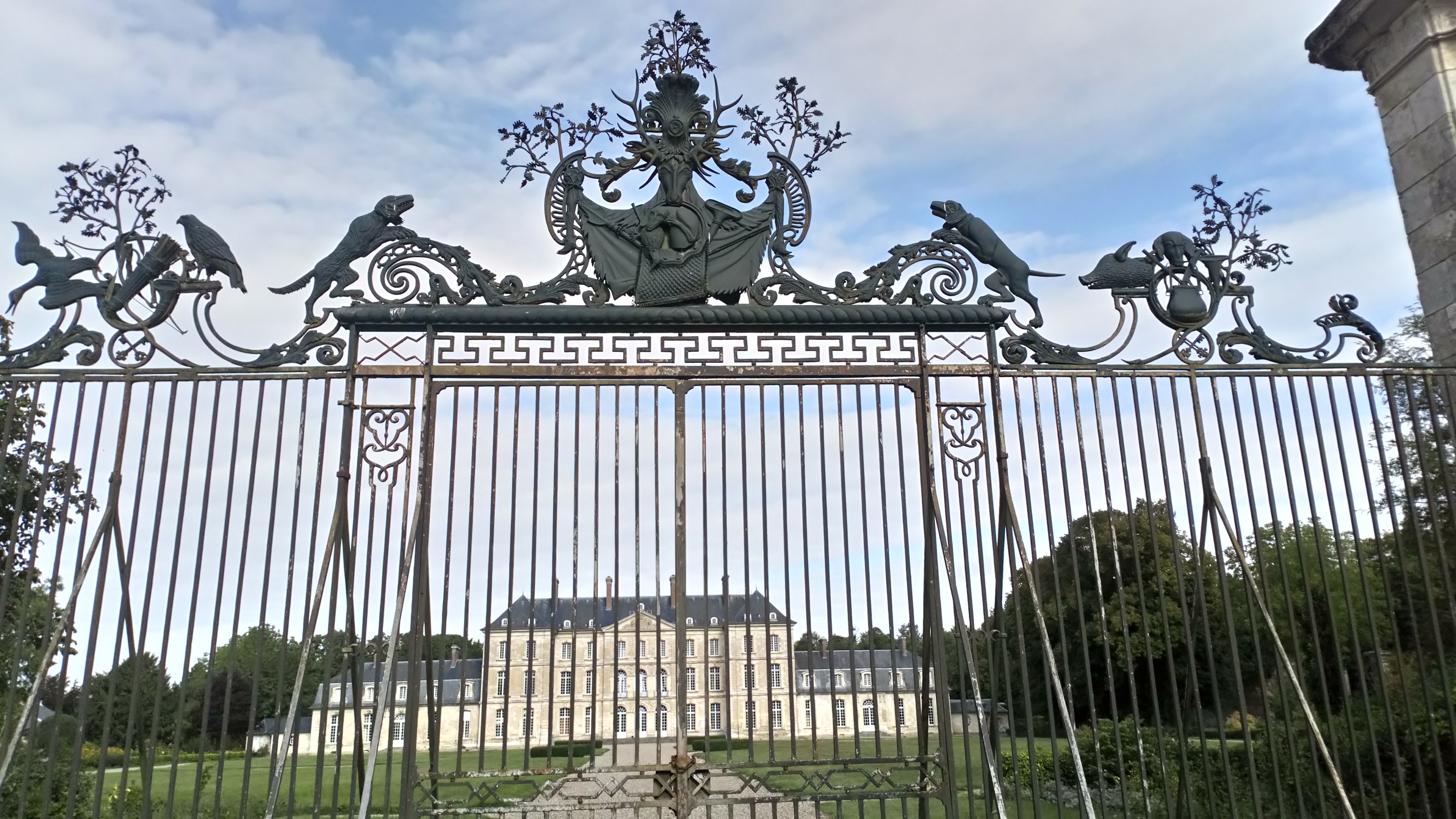
Grilles de l'entrée d'honneur provenant du château d'Heilly
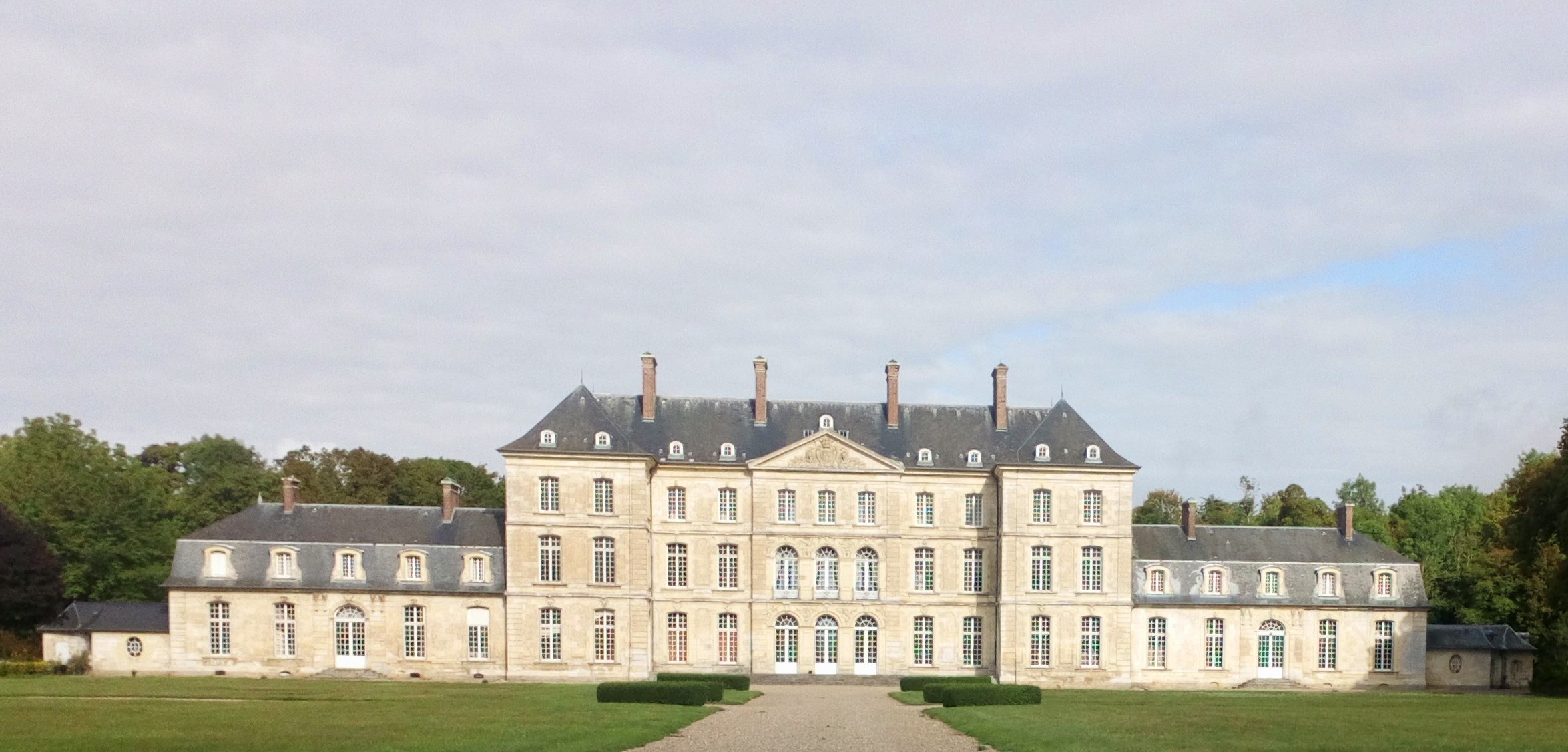
Vue générale du château
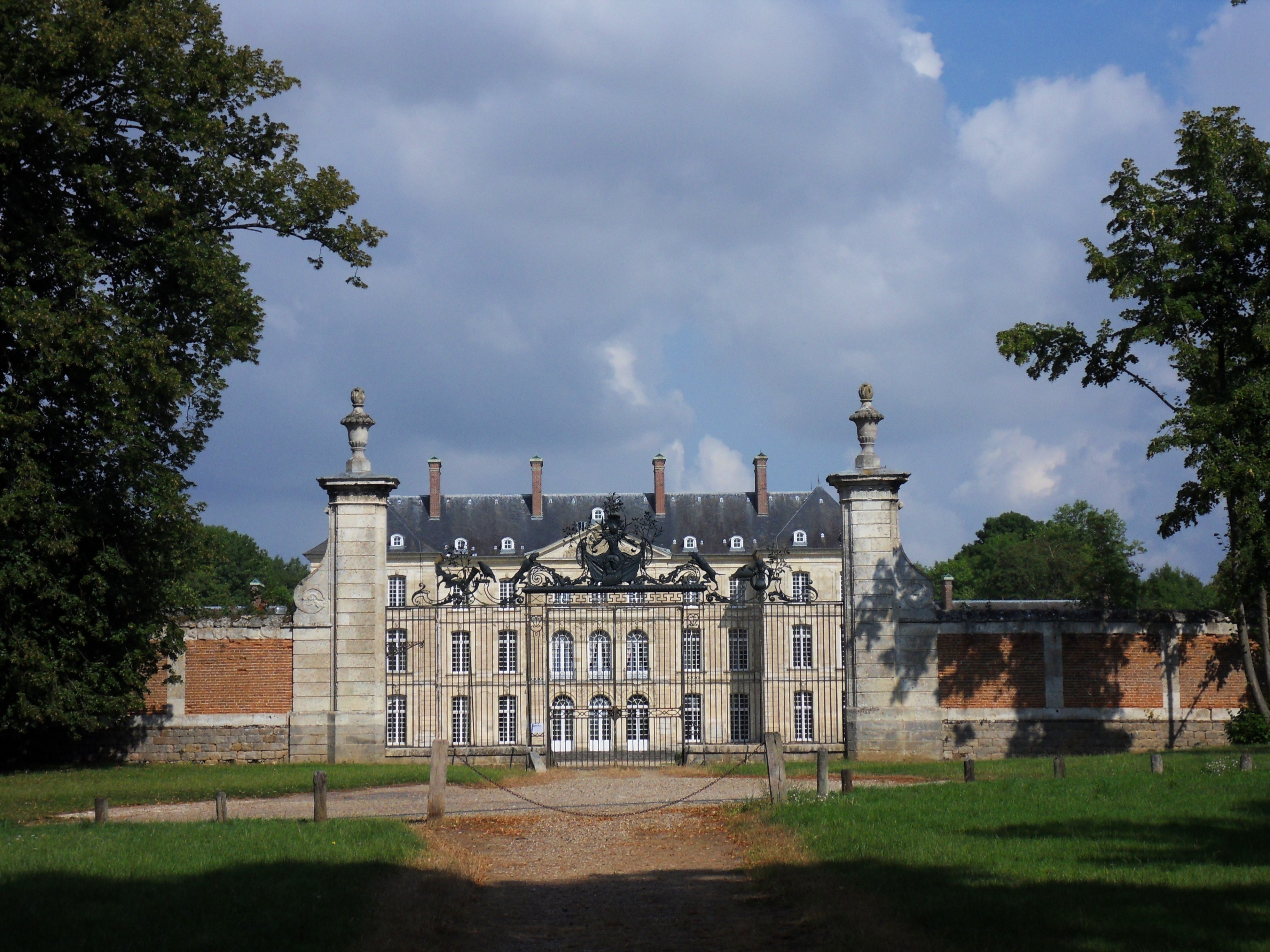
Château de Clermont-Tonnerre derrière sa grille.